# Devonte' Graham
Devonte' Terrell Graham (nascido em 22 de fevereiro de 1995) é um jogador de basquete profissional americano que atualmente está sem clube.
Ele jogou basquete universitário no Kansas Jayhawks e foi selecionado pelo Atlanta Hawks como a 34º escolha geral no Draft da NBA de 2018.

## Carreira no ensino médio
Graham frequentou a Needham B. Broughton High School em Raleigh, Carolina do Norte, levando a equipe a Final do Campeonato Estadual 4A e a um recorde de 26-6 em 2012-13, enquanto teve média de 15,7 pontos e 5,4 assistências por jogo.
Na temporada seguinte, ele se transferiu para a Brewster Academy, em Wolfeboro, New Hampshire, onde obteve uma média de 17,2 pontos e 5,0 assistências por jogo e levou o time a Final do Campeonato Nacional Prep.
Em Brewster, Graham foi companheiro de equipe de Donovan Mitchell e Jared Terrell. Antes de se transferir para Brewster, Graham não foi altamente recrutado e originalmente se comprometeu com Appalachian State University. Depois de um ótimo último ano, ele se desfez e assinou com Kansas.

## Carreira universitária
Como calouro em Kansas, Graham teve médias de 5,7 pontos e 2,1 assistências por jogo. Ele teve o recorde da temporada de 20 pontos contra TCU em 21 de fevereiro de 2015. No Torneio da NCAA, ele marcou 17 pontos contra Wichita.

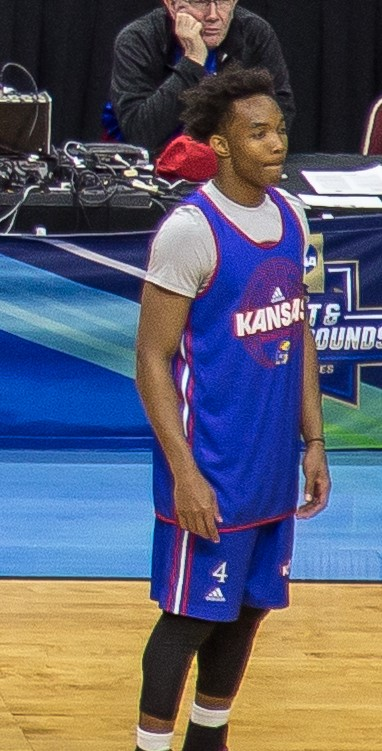
Graham pelo Kansas.

Depois de marcar 27 pontos, o recorde de sua carreira, contra Oklahoma, Graham foi nomeado o Jogador da Semana da Big 12 na semana de 14 de fevereiro de 2016. No final da temporada regular, Graham foi nomeado para a Equipe Defensiva da Big 12. Ele foi nomeado MVP do Torneio Masculino de Basquete da Big 12 de 2016 após marcar 27 pontos contra West Virginia na final. Como aluno do segundo ano na temporada 2015-16, Graham teve uma média de 11,3 pontos por jogo, acertando 46% dos arremessos gerais e 44% em arremessos de 3 pontos.
Em 22 de fevereiro de 2017, Graham foi preso por não comparecimento ao tribunal, decorrente de uma multa de trânsito vencida. Em seu terceiro ano, Graham foi nomeado para a Segunda Equipe da Big 12. Junto com Frank Mason III, Graham formou a forte defesa de Kansas que teve um recorde de 31-5, mas perdeu no Elite Eight do Torneio da NCAA para Oregon. Nessa temporada, ele teve média de 13,4 pontos, 4,1 assistências e 3,1 rebotes. Em abril, Graham anunciou no Twitter que voltaria para o seu último ano.
Em sua última temporada, Graham marcou 35 pontos, o recorde de sua carreira universitária, na vitória por 96-58 sobre Toledo. No jogo seguinte, uma vitória por 76-60 sobre Syracuse, Graham novamente marcou 35 pontos. Graham foi escolhido por unanimidade como o Jogador do Ano da Big 12 com médias de 17,6 pontos e 7,2 assistências. Ele também foi nomeado membro consensual da Primeira-Equipe All-America por várias organizações. Durante sua última temporada, ele teve uma média de cerca de 38 minutos por jogo.

## Carreira profissional

### Charlotte Hornets (2018–Presente)

#### Temporada de 2018–19
Graham foi selecionado na segunda rodada, 34º escolha geral, no Draft da NBA de 2018 pelo Atlanta Hawks, mas foi então negociado para o Charlotte Hornets por duas escolhas da segunda rodada.
Nos primeiros três jogos da Summer League dos Hornets, ele teve uma média de 10 pontos e 6 assistências. No entanto, ele perderia o resto do torneio devido a uma lesão no joelho.
Graham fez sua estreia na NBA em 22 de outubro de 2018, contra o Toronto Raptors, sem registrar nenhum ponto e uma assistência em cinco minutos e meio de jogo. Em 2 de abril de 2019, ele registrou 13 pontos e 5 assistências em uma vitória contra o New Orleans Pelicans. Em 24 de março de 2019, ele quase teve um duplo-duplo com 10 pontos e 9 assistência em uma vitória sobre o Toronto Raptors.
Em sua primeira temporada, ele jogou em 46 jogos (3 como titular) e teve médias de 4,7 pontos, 1,4 rebotes e 2,6 assistências em 14.7 minutos.

#### Temporada de 2019–20
Em 23 de outubro de 2019, no primeiro jogo dos Hornets na temporada de 2019–20, Graham registrou 23 pontos, 8 assistências e 4 rebotes na vitória por 126-125 sobre o Chicago Bulls. Graham acertou seis arremessos de três pontos para ajudar os Hornets a estabelecer um novo recorde da franquia de arremessos certos de três pontos em um único jogo. Em 11 de dezembro, Graham marcou 40 pontos, o recorde de sua carreira, com cinco rebotes e cinco assistências na vitória por 113-108 sobre o Brooklyn Nets. Em 27 de novembro de 2019, ele registrou 16 pontos e 15 assistências na vitória sobre o Detroit Pistons.
Nessa temporada, ele jogou em 63 jogos (53 como titular) e teve médias de 18.2 pontos, 3.3 rebotes e 7.5 assistências em 35.1 minutos.

## Estatísticas da carreira

### NBA

#### Temporada regular
| Ano      | Equipe    | PJ  | PT | MPJ  | AP   | 3P   | LL   | RT  | AS  | BR  | TO  | PPJ  |
| -------- | --------- | --- | -- | ---- | ---- | ---- | ---- | --- | --- | --- | --- | ---- |
| 2018–19  | Charlotte | 46  | 3  | 14.7 | .333 | .281 | .761 | 1.4 | 2.6 | .5  | .0  | 4.7  |
| 2019–20  | Charlotte | 63  | 53 | 35.1 | .382 | .373 | .820 | 3.4 | 7.5 | 1.0 | .2  | 18.2 |
| Carreira | Carreira  | 109 | 56 | 24.9 | .357 | .327 | .790 | 2.4 | 5.0 | 0.7 | 0.1 | 11.4 |

### Universidade
| Ano      | Equipe   | PJ  | PT  | MPJ  | AP   | 3P   | LL   | RT  | AS  | BR  | TO  | PPJ  |
| -------- | -------- | --- | --- | ---- | ---- | ---- | ---- | --- | --- | --- | --- | ---- |
| 2014–15  | Kansas   | 29  | 0   | 17.8 | .393 | .425 | .724 | 1.5 | 2.1 | .9  | .0  | 5.7  |
| 2015–16  | Kansas   | 38  | 36  | 32.6 | .460 | .441 | .744 | 3.3 | 3.7 | 1.4 | .1  | 11.3 |
| 2016–17  | Kansas   | 36  | 36  | 35.3 | .428 | .388 | .793 | 3.1 | 4.1 | 1.5 | .2  | 13.4 |
| 2017–18  | Kansas   | 39  | 39  | 37.8 | .400 | .406 | .827 | 4.0 | 7.2 | 1.6 | .1  | 17.3 |
| Carreira | Carreira | 142 | 111 | 30.8 | .420 | .415 | .772 | 2.9 | 4.2 | 1.3 | 0.1 | 11.9 |

Fonte: